# Вимуй
Вимуй (пол. Wymój, нім. Wemitten) — село в Польщі, у гміні Ставіґуда Ольштинського повіту Вармінсько-Мазурського воєводства.
Населення — 182 особи (2011).
У 1975-1998 роках село належало до Ольштинського воєводства.

## Демографія
Демографічна структура станом на 31 березня 2011 року:
|          | Загалом | Допрацездатний вік | Працездатний вік | Постпрацездатний вік |
| -------- | ------- | ------------------ | ---------------- | -------------------- |
| Чоловіки | 94      | 17                 | 68               | 9                    |
| Жінки    | 88      | 17                 | 60               | 11                   |
| Разом    | 182     | 34                 | 128              | 20                   |